# Barichneumon constrictus
Barichneumon constrictus là một loài tò vò trong họ Ichneumonidae.